# حلال پروتیک
در علم شیمی، حلال پروتیک، حلالی است که دارای یک اتم هیدروژن متصل به یک اکسیژن (مانند یک گروه هیدروکسیل –OH)، یک نیتروژن (مانند یک گروه آمین–NH
2 یا–NH–)، یا فلوراید (مانند هیدروژن فلوراید) است. به طور کلی، هر حلالی که حاوی یک H+
''"; ناپایدار باشد، یک حلال پروتیک نامیده می شود. مولکول های چنین حلال هایی به راحتی پروتون(H+
) را به حل شونده اهدا می کنند. این هیدروژن اغلب از طریق پیوند هیدروژنی در ترکیب وجود دارد. آب رایج ترین حلال پروتیک است. برعکس، حلال‌های آپروتیک قطبی نمی‌توانند پروتون اهدا کنند، اما همچنان توانایی حل بسیاری از حل‌شونده ها را دارند.
روش‌هایی برای خالص‌سازی حلال‌های رایج موجود است.
| حلال                  | فرمول شیمیایی      | نقطه جوش | گذردهی نسبی | چگالی       | ممان دوقطبی (D) |
| --------------------- | ------------------ | -------- | ----------- | ----------- | --------------- |
| حلا‌ل‌های پروتیک قطبی   |                    |          |             |             |                 |
| فرمیک اسید            | HCO 2H             | ۱۰۱°C    | ۵۸          | g/mL ۱٫۲۱   | D ۱٫۴۱          |
| n-بوتانول             | CH 3CH 2CH 2CH 2OH | ۱۱۸°C    | ۱۸          | ۰٫۸۱۰ g/mL  | ۱٫۶۳ D          |
| ایزوپروپیل الکل (IPA) | (CH 3) 2CH(OH)     | ۸۲°C     | ۱۸          | ۰٫۷۸۵ g/mL  | ۱٫۶۶ D          |
| نیترومتان [note 2]    | CH 3NO 2           | ۱۰۱°C    | ۳۵٫۸۷       | ۱٫۱۳۷۱ g/mL | ۳٫۵۶ D          |
| اتانول (EtOH)         | CH 3CH 2OH         | ۷۹°C     | ۲۴٫۵۵       | ۰٫۷۸۹ g/mL  | ۱٫۶۹ D          |
| متانول (MeOH)         | CH 3OH             | ۶۵°C     | ۳۳          | ۰٫۷۹۱ g/mL  | ۱٫۷۰ D          |
| استیک اسید (AcOH)     | CH 3CO 2H          | ۱۱۸°C    | ۶٫۲         | ۱٫۰۴۹ g/mL  | ۱٫۷۴ D          |
| آب                    | H 2O               | ۱۰۰°C    | ۸۰          | ۱٫۰۰۰ g/mL  | ۱٫۸۵ D          |

## همچنین ببینید
- اتوپروتولیز